# Pablo Correa
Pablo Alejandro Correa Velázquez (Montevideo, 14 maart 1967) is een Uruguayaans voetbalcoach en voormalig voetballer. Hij bezit tevens de Franse nationaliteit.

## Spelerscarrière
Correa werd opgeleid door Club Nacional de Football. In 1993 maakte hij zijn eerste buitenlandse transfer naar het Argentijnse CA San Lorenzo de Almagro, maar daar speelde hij slechts drie wedstrijden. Na een korte terugkeer naar zijn thuisland tekende hij in 1995 voor de Franse club AS Nancy, waar hij in december 2000 zijn spelerscarrière afsloot.

## Trainerscarrière

### AS Nancy
Na zijn afscheid als speler kon Correa meteen de technische staff van Nancy vervoegen als assistent van hoofdtrainer Francis Smerecki. Na het ontslag van diens opvolger Moussa Bezaz kreeg Correa zijn kans als hoofdtrainer. De Uruguayaan slaagde erin om Nancy in de Ligue 2 te handhaven en parkeerde de club in zijn eerste volledige seizoen als hoofdtrainer zelfs naar een knappe zesde plaats. In het seizoen 2004/05 volgde zelfs de titel, waardoor Correa met Nancy naar de Ligue 1 promoveerde.
Het avontuur in de Ligue 1 begon goed: Nancy eindigde veilig twaalfde en won op het einde van het seizoen de Coupe de la Ligue. Hierdoor mocht de club aantreden in de UEFA Cup. Nadat Nancy in de eerste ronde Schalke 04 uitschakelde, overleefde het een groep met Blackburn Rovers, Feyenoord Rotterdam, Wisła Kraków en FC Basel. In de derde ronde werd de club vervolgens gewipt door Sjachtar Donetsk. Twee seizoenen later haalde Nancy opnieuw de groepsfase van de UEFA Cup na een knappe vierde plaats in het seizoen 2007/08.
Op 25 maart 2011 liet Correa tijdens een persconferentie weten dat hij Nancy op het einde van het seizoen zou verlaten. Nadat hij al negen seizoenen op rij knappe resultaten behaalde met een club zonder veel budget, wilde Correa naar eigen zeggen eens aan de slag gaan bij een club met meer ambitie en financiële middelen. De Uruguayaan werd in de zomer van 2011 gelinkt aan onder andere AS Monaco en Sunderland AFC, maar vatte het seizoen 2011/12 uiteindelijk clubloos aan.

### Evian TG
Correa werd op 2 januari 2012 de nieuwe trainer van Évian Thonon Gaillard FC, dat voor het eerst in haar geschiedenis in de Ligue 1 speelde. Correa nam over van Bernard Casoni toen de club elfde stond en leidde de club uiteindelijk naar de negende plaats. Op 3 september 2012 werd hij ontslagen na een mislukte seizoensstart.

### AS Nancy (II)
Na een jaar zonder club te hebben gezeten keerde Correa op 12 oktober 2013 terug naar zijn oude liefde AS Nancy, die inmiddels weer naar de Ligue 2 was gezakt. Bij zijn (her)aantreden stond de club nog vijftiende, maar na een flinke eindspurt eindigde Nancy nog vierde – op drie punten van de derde promovendus SM Caen. Ook in het seizoen 2014/15 eindigde Nancy met een vijfde plaats niet zo ver van de promotie. In het seizoen 2015/16 was het echter prijs: Nancy eindigde eerste met vier punten voor op eerste achtervolger Dijon FCO, waardoor Nancy en Correa voor de tweede keer samen naar de Ligue 1 mochten.
Het nieuwe avontuur in de Ligue 1 draaide echter op een sisser uit: Nancy eindigde voorlaatste en degradeerde na één seizoen opnieuw naar de Ligue 2. Op 29 augustus 2017 werd Correa ontslagen.

### AJ Auxerre
Op 21 december 2017 werd Correa de nieuwe trainer van AJ Auxerre, op dat moment zestiende in de Ligue 2. De Uruguayaan leidde de club uiteindelijk naar een elfde plaats in het eindklassement. In het seizoen 2018/19 begon Auxerre met 0 op 6 aan de competitie, gevolgd door een 6 op 6 tegen US Orléans en AS Nancy, om vervolgens slechts 1 op 18 te pakken. Na een 4-0-zege tegen Grenoble Foot 38 in de laatste wedstrijd van het kalenderjaar ging Auxerre de jaarwisseling in als twaalfde, weliswaar met slechts zes punten meer dan nummer achttien Valenciennes FC. Door een 6 op 6 tegen Gazélec Ajaccio en US Orléans in de eerste twee wedstrijden van 2019 steeg Auxerre naar de elfde plek in het klassement, maar hoger zou de club dat seizoen niet meer komen. Na een 0 op 12 gingen Correa en Auxerre op 18 maart 2019 uit elkaar. Cédric Daury slaagde er uiteindelijk nog in om de club in de Ligue 2 te houden.

### Excelsior Virton
In december 2021 ging Correa aan de slag als hoofdtrainer van Excelsior Virton, dat op dat moment laatste stond in Eerste klasse B. Correa slaagde er niet in om voor een ommekeer te zorgen, ondanks het binnenhalen van ervaren pionnen als Hervé Kage, Yanis Mbombo en Jordan Faucher tijdens de winter. De Franse Uruguayaan begon met 0 op 21 aan zijn ambtstermijn bij Virton, waardoor de kloof tussen de Henegouwers en de voorlaatste (Lommel SK) groeide van twee naar tien punten. Pas op 11 maart 2022 sprokkelde Correa zijn eerste punten als Virton-coach, uitgerekend tegen competitieleider KVC Westerlo. Daarmee was de degradatie verre van afgewend: na de 3-0-nederlaag tegen RWDM een week later bedroeg de achterstand op Lommel met nog drie speeldagen te gaan negen punten. Virton moest het seizoen afsluiten met 9 op 9 en hopen op een 0 op 9 van Lommel om zich alsnog te redden. Virton boekte op 3 april 2022 een 2-0-zege tegen Excel Moeskroen, maar was toen reeds veroordeeld tot degradatie, want een dag eerder had Lommel met 2-1 gewonnen van Westerlo. Virton bleef ondanks zijn laatste plaats uiteindelijk in Eerste klasse B vanwege het verdwijnen van Excel Moeskroen, maar wel zonder Correa.

### AS Nancy (III)
In november 2023 begon Correa aan een derde ambtstermijn als trainer van AS Nancy, dat in 2022 naar de Championnat National was gedegradeerd.

## Erelijst

### Als trainer
AS Nancy
- Ligue 2

2004/05, 2015/16
- Coupe de la Ligue

2005/06